# Абдурахман-хан
Абдурахман-хан (1820—1849) — 9-й володар Газікумухського ханства у 1841—1847 роках.

## Життєпис
Син Омар-бека і небіж Аслан-хана. Народився 1820 року, виховувався при ханському дворі в Газі-Кумусі. 1838 року після смерті стриєчного брата Мухаммада Мірзи-хана висунув права на Кюрі-Газікумуське ханство і Аварське нуцальство. Проте в останньому владу захопив намісник Гаджі-Яг'я, що перейшов на бік імама Шаміля. В Кюрі-Газікумуському ханстві претендом став інший стриєчний брат — Гарун-бек. Почався загальний розгардіяш. З огляду на це владу в ханстві було передано Умму Кулсум-біке, удові Аслан-хана.
1839 року російський уряд ухвалив рішення про поділ ханства на Кюринське і Газікумуське. Останнє 1841 року отримав Абдурахман-хан. Для зміцнення свого становища одружився з Шамай-біке, донькою Нуцал-аги-хана. 
1842 року підтримав росіян у боротьбі з Шамілем і родичем Гарун-беком, оскільки перший зайняв аул Бухті. Втім повстання Даніял-бека, ілусійського султана, погіршили становище Абдурахман-хана. 21 березня загони шаміля зайняли столицю ханства. Втім 12 травня російські війська відвоювали Газі-Кумух. 2 червня біля аулу Куль війська наїбів Шаміля зазнали поразки, що дозволило росіянам встановити владу в ханстві, зміцнивши становище Абдурахман-хана. Для підняття свого авторитета останній одружився з онукою Аслан-хана.
1844 року Шаміль захопив села Ніцовкра, Дучі, Тулізма, Кулушац і Чуртах. У 1845 році проти непосильних ханських податків підняли повстання селища Хосрех і Чарин. 
За цих обставин почав таємні перемовини з Шамілем. Російська адміністрація, занепокоєна успіхами Шаміля та невдалими діями газікумуського хана, 1847 року позбавила того титулу, поставивши на трон його брата Аглар-хана. Колишній хан помер 1849 року.